# GNewSense
gNewSense es un sistema operativo GNU/Linux basado en Debian y Ubuntu. Fue diseñado con la meta de proporcionar una distribución 100% libre a los usuarios que desean utilizar solamente software libre. Recibe apoyo oficial de la Free Software Foundation y es uno de los sistemas operativos que recomienda Richard Stallman por ser completamente libre, a pesar de no mostrar favoritismo por ninguna distribución GNU/Linux en particular.

## Características diferenciales
La principal diferencia con Ubuntu y con la mayoría de las distribuciones GNU/Linux es que en gNewSense si algo no es libre se considera un blob. A pesar de estar basado en las versiones LTS de Ubuntu existen algunas diferencias:
- Solo está disponible la versión para escritorio en live-CD para la arquitectura x86.
- El núcleo Linux no incluye firmware de tipo privativo.
- No tiene repositorios de software no-libre, como son los repositorios "restricted" y "multiverse" de Ubuntu, ni contiene gráficos ni documentación no-libres.
- Eliminada Launchpad, la herramienta de administración de Ubuntu.[4]
- Herramientas de desarrollo básicas instaladas por defecto: Emacs, GCC, make, etc.
- Se sustituye Firefox por BurningDog en gNewSense 1.x y Epiphany en gNewSense 2.x como navegador web por defecto.

## Historia
La idea surgió en un encuentro entre Richard Stallman y Mark Shuttleworth en una conferencia sobre Software Libre, en la Cumbre Mundial sobre la Sociedad de la Información celebrada en Túnez en noviembre de 2005. Stallman aprobaba la idea pero no su nombre, "GNUbuntu", propuesto por Canonical.
Inicialmente Paul O'Malley intenta ponerlo en marcha sin demasiado éxito. A principios de 2006 Brian Brazil se une al proyecto y se sientan las bases. Finalmente, en agosto de 2006 se anuncia oficialmente gNewSense, en septiembre publican la beta 0.92 y en noviembre la versión 1.0.

### Versiones
- La versión 1.0 Deltad fue publicada el 2 de noviembre de 2006. Basada en Ubuntu 6.06 "Dapper Drake"
- La versión 1.1 fue publicada el 28 de enero de 2007.
- La versión 2.0 Deltah fue publicada el 30 de abril de 2008. Basada en Ubuntu 8.04 "Hardy Heron"
- La versión 2.1 fue publicada el 24 de agosto de 2008.
- La versión 2.2 fue publicada el 15 de abril de 2009.
- La versión 2.3 fue publicada el 14 de septiembre de 2009.
- La versión 3.0 fue publicada el 6 de agosto de 2013.
- La versión 3.1 fue publicada el 9 de febrero de 2014.

La próxima versión estará basada en Debian Wheezy 7.2 soportará las arquitecturas i386, amd64 y Lemote Yeelong. A continuación las principales características:
- Gnome: 3.4
- Kernel Linux: 3.2.51
- LibreOffice version : 3.5.4
- OpenOffice version : 3.4.0
- Xorg server version : 1.12.4